# ベンジャス!
ベンジャス！は、2019年に結成されたコレットプロモーションに所属の日本の6人組女性アイドルグループ。

## 概要
2019年4月29日にコレットプロモーションよりまねきケチャ、ナナランドに次ぐ第3のグループとして『BenjaminJasmine（ベンジャミンジャスミン)』としてデビュー。グループ名のBenjaminJasmineは末っ子の男の子につける名前「Benjamin」と女の子の名前「Jasmine」を併せ持ち、"力強さやかっこよさ"と"美しさや可愛らしさ"を兼ね備えたアイドルグループが由来。
2021年12月5日に新メンバー加入に伴い、新体制としてグループ名を『ベンジャス！』と改名した。
新体制では「日本一振りコピしやすいグループ」をコンセプトに完全生歌と、魂を削るような熱いパフォーマンスにこだわっている。

## メンバー
| 名前        | 生年月日（年齢）       | 身長  | 出身地 | カラー | 備考                     |
| ----------- | ---------------------- | ----- | ------ | ------ | ------------------------ |
| 高梨 螢     | 1999年11月13日（25歳） | 155cm | 埼玉   | 赤     | 初期メンバー。リーダー。 |
| 浅倉 うみ   | 1997年8月14日（27歳）  | 161cm | 静岡   | 紫     | 初期メンバー。           |
| 日高 里緒   | 2001年10月30日（23歳） | 160cm | 兵庫   | 緑     | 2019年7月13日加入。      |
| 葉室 まつり | 2001年3月6日（24歳）   | 145cm | 北海道 | 青     | 2021年12月05日加入。     |
| 鳴宮 かなた | 2005年6月16日（20歳）  | 162cm | 東京   | ピンク | 2021年12月05日加入。     |
| 綿矢 花火   | 2007年11月20日（17歳） | 169cm | 茨城   | 黄     | 2021年12月05日加入。     |

### 旧メンバー
| 名前        | 生年月日（年齢）      | 身長  | 出身地 | カラー   | 備考                               |
| ----------- | --------------------- | ----- | ------ | -------- | ---------------------------------- |
| 吉永 杏菜   | 1998年3月8日（27歳）  | 154cm | 東京   | ピンク   | 初期メンバー。2021年4月5日卒業     |
| 成瀬 朋香   | 2000年2月3日（25歳）  | 159cm | 千葉   | オレンジ | 初期メンバー。2021年4月5日卒業     |
| 高松 愛莉   | 2001年2月9日（24歳）  | 162cm | 大阪   | 青       | 初期メンバー。2021年4月5日卒業     |
| 喜多見 思叶 | 2003年10月8日（21歳） | 157cm | 東京   | 黄       | 初期メンバー。2021年11月28日卒業。 |

## 略歴

### 2019年
- 4月29日、『ロマンチックコンポートvol.29』(品川ステラボール)にて初お披露目。
- 7月13日、『ロマンチックコンポートvol.35』(新宿BLAZE)にて7人目のメンバーとして日高里緒が加入。
- 7月28日、『BenjaminJasmine 歌合戦 2019 Summer』(渋谷カルチャーセンター)を開催。
- 8月3日、『TOKYO IDOL FESTIVAL 2019 』に初出演。また、メインステージのオープニングアクト枠の出演をかけた「TIF2019メインステージオープニングアクト争奪」に優勝し、メインステージのオープニングアクトとして出演。
- 11月3日、初のワンマンライブ『臨戦態勢』(Spotify O-WEST)を開催。
- 12月26日、初のライブツアー『BenjaminJasmine Live Tour 2020』開催を発表。神奈川、名古屋、兵庫、大阪、東京の全6公演。

### 2020年
- 1月19日、ワンマンライブ『百花繚乱～新春 special～』(新宿BLAZE)を開催。
- 2月1日、『BenjaminJasmine 歌合戦 2020 Winter』(白金高輪SELENEb2)を開催。
- 4月28日、1stミニアルバム 「BenjaminJasmine」をリリース。
- 5月24日、online ワンマンライブ『Hey, What's up?』を開催。「ニモジ」を初披露。
- 6月7日、Acoustic Live『Chill Out』(ライブ配信)を開催。
- 6月12日、『バズリズム02』にリモートライブでグループ初出演。
- 6月22日、ワンマンライブ『ベンジャスナイト』(ライブ配信)を開催。
- 7月4日、ワンマンライブ『臨戦態勢-restart-』(duo MUSIC EXCHANGE)を開催。「もういいかい？」を初披露。
- 8月16日、吉永杏菜生誕祭2020(白金高輪SELENEb2)を開催。
- 8月22日、浅倉うみ生誕祭2020(白金高輪SELENEb2)を開催。
- 8月23日、ワンマンライブ『残暑お見舞い申し上げます』 (Spotify O-WEST)を開催。
- 8月30日、高松愛莉の体調不良に伴い、一時活動休止を発表。
- 9月12日、高松愛莉の体調の回復に伴い、活動再開を発表。
- 9月13日、『BenjaminJasmine 歌合戦 2020 Autumn』(Spotify O-WEST)を開催。
- 9月21日、１周年記念ライブ(Spotify O-EAST)を開催[1]。
- 9月25日、『EVOLUTION POP! ONLINE SPECIAL　2』に出演。
- 10月3日、『TOKYO IDOL FESTIVAL 2020 オンライン』に出演。アイドルカラオケバトル2020 DAY2にてリーダーの高梨螢が中島美嘉「ORION」を歌唱し優勝。
- 10月10日、喜多見思叶生誕祭2020(新宿BLAZE)を開催。
- 10月25日、日高里緒生誕祭2020(白金高輪SELENEb2)を開催。
- 11月15日、高梨螢生誕祭2020(白金高輪SELENEb2)を開催。

### 2021年
- 1月13日、『JAPAN IDOL SUPER LIVE 2021 新春スーパープレミアム公演編』(Spotify O-EAST)に出演。
- 2月2日、『ツインテールFES2021』(新宿BLAZE)に出演。
- 2月7日、成瀬朋香生誕祭2021(白金高輪SELENEb2)を開催。
- 2月8日、成瀬朋香、吉永杏菜の体調が不安定な状態が続くため、当面の活動休止を発表。
- 2月13日、高松愛莉生誕祭2021(白金高輪SELENEb2)を開催。
- 2月14日、ワンマンライブ『You're my Valentine!』(Spotify O-WEST)を開催。
- 2月21日、活動休止中の成瀬朋香、吉永杏菜が体調の回復が望めない状況により、また高松愛莉も新たな道へ進みたいという本人の意思を尊重し、卒業公演を以て卒業することことを発表[5]。
- 3月1日、新メンバーオーディションの開催を発表。
- 3月11日、成瀬朋香、吉永杏菜、高松愛莉の卒業公演の日程を発表。
- 3月13日、『BenjaminJasmine紅白歌合戦2021』(新木場スタジオコースト)に出演。
- 3月14日、ワンマンオンラインライブ『♡ Happy White Live ♡』を開催。
- 3月24日、新メンバーオーディションの2次開催を発表。
- 4月1日、エイプリルフールネタとして高梨螢がDJ蟹ちゃんとして坊主頭のDJデビューを公式twitterにて発表。
- 4月4日、吉永杏菜、成瀬朋香、高松愛莉卒業ライブ『〜それぞれの未来へ〜』(Spotify O-EAST)を開催。当公演をもってメンバーの吉永杏菜、成瀬朋香、高松愛莉がグループを卒業。
- 4月29日、2周年記念オンラインライブ『KAIKA-ONLINE』を開催[6]。当初は恵比寿LIQUIDROOMにて有観客予定も東京都の緊急事態宣言により、無観客に変更。
- 6月6日、喜多見思叶の心身ともに不安定な状態が続くため、6月7日より長期の活動休止を発表。
- 7月4日、『超NATSUZOME2021』(海浜幕張公園Gブロック)に出演。
- 7月17日、喜多見思叶の体調の回復、また本人の意志により7月22日より活動の再開を発表。
- 7月22日、『アイドルアラモード Vol.1』(KT Zepp Yokohama)に出演。喜多見思叶復帰公演となる。
- 8月5日、BenjaminJasmine公式ラインをリリース。
- 8月14日、浅倉うみ生誕祭2021(白金高輪SELENEb2)を開催。「独り言」を初披露。
- 8月21日、ワンマンライブ『Re:START DASH!!』(白金高輪SELENEb2)を開催。
- 9月26日、喜多見思叶が新たな道へ進みたいという本人の意思を尊重し、11月末の卒業公演を以て卒業することことを発表。
- 9月30日、新メンバーオーディションの開催を公式twitterにて発表[7]。
- 10月9日、喜多見思叶生誕祭2021(白金高輪SELENEb2)を開催。
- 10月23日、4月から延期となっていた2周年ワンマンライブ-振替公演- 『 鏡花水月 』(Spotify O-WEST)を開催。
- 10月25.26.27日、『#超ハロウィン豊洲フェス2021 ～アナフェス×SUPER LIVE コラボ３DAYSP!!〜』(豊洲PIT)に出演。「NeverEndingNight」を初披露。
- 10月30日、日高里緒生誕祭2021(白金高輪SELENEb2)を開催。
- 10月31日、ワンマンライブ『NeverEndingHalloween』(白金高輪SELENEb2)を開催。
- 11月14日、高梨螢生誕祭2021(白金高輪SELENEb2)を開催。
- 11月28日、『BenjaminJasmine喜多見思叶卒業公演』(白金高輪SELENEb2)を開催。当公演をもってメンバーの喜多見思叶がグループを卒業。
- 12月5日、『ロマンチックコンポートVol.72』(白金高輪SELENEb2)にて新体制をお披露目。新メンバーに葉室まつり、鳴宮かなた、綿矢花火を迎え、グループ名を『ベンジャス！』に改名[3]。
- 12月9日、無銭ライブ『はじめてのベンジャス！』(エンタメ横丁)を開催。

### 2022年
- 1月15日、ワンマンライブ『ジャンプアップ！vol.1』(Veats SHIBUYA)を開催。
- 1月23日、『JAPAN EXPO THAILAND KAZE STAGE』に映像出演。
- 2月2日、『ツインテールフェス 2022』(duo MUSIC EXCHANGE)に出演。
- 2月7日、ワンマンライブ『ベンジャス！あにまるパーティー！』(新宿LOFT)を開催。
- 2月9日、メンバーから発熱症状の報告を受け検査を実施。抗原検査は陰性も、PCRの結果が出るまで活動の一時休止を発表。
- 2月11日、PCR検査の結果、新型コロナウイルス陽性であるとの診断を受ける。それに伴い2月20日までの活動を一時休止を発表。
- 3月8日、『ベンジャス！無銭deシャッフルパーティ！』(エンタメ横丁)を開催。
- 4月1日、エイプリール企画として、新グループ ベソジャスの始動を発表。
- 4月2日、ワンマンライブ『ジャンプアップ! vol.2』(エンタメ横丁)を開催。「駄駄駄青春歌」を初披露。
- 4月29日、３周年ワンマンライブ『拳に愛を』(恵比寿LIQUIDROOM)を開催。
- 5月28日、２月から延期となっていた葉室まつり生誕祭2022(白金高輪SELENEb2)を開催。
- 6月25日、鳴宮かなた生誕祭2022(白金高輪SELENEb2)を開催。
- 7月8日、ワンマンライブ『むっちゃ感謝、気の合うのおった！』(Spotify O-CREST)を開催。
- 7月16日、ミニライブ付チェキ会『夏のベンジャスチェキ〜懐かしの90年代編～』(MsmileBox 渋谷)を開催。
- 7月30日、ワンマンライブ『ジャンプアップvol.3』(Spotify O-Crest)を開催。「僕は君で出来てる」を初披露。
- 8月2日、鳴宮かなたに熱の症状が見られたため、抗原検査を行ったところ、新型コロナウイルス陽性の結果。当面の間、鳴宮かなたの活動の一時休止を発表。
- 8月6日、『TOKYO IDOL FESTIVAL 2022』に出演。日高里緒がアイドルカラオケバトル2022で優勝する。また、TIFと週刊SPA!のコラボ企画「水着でアイドル頂上決戦」においても日高里緒が出場。同年9月に日高里緒の優勝が発表された[8]。
- 8月11日、『iCON DOLL LOUNGE 2022 東名阪COLLECTION TOUR in TOKYO』(LIQUIDROOM)に出演。鳴宮かなたの復帰公演となる。
- 8月13日、浅倉うみ生誕祭2022(白金高輪SELENEb2)を開催。
- 8月14日、『コミックマーケット100』(東京ビッグサイト)に浅倉うみがリコリス・リコイルの錦木千束のコスプレにて参戦[9]。
- 8月20日、『JAPAN FASHION FESTA』(東京ビッグサイト)に日高里緒が出演。
- 9月13日、主催対バンライブ『ランナーズハイ！vol.1』(新宿MARZ)を開催。
- 9月20日、日高里緒のソロ弾き語りライブ 『ご褒美のひきがたりお』(LOFT HEAVEN)を開催。こちらはTOKYO IDOL FESTIVAL 2022のアイドルカラオケバトル2022の優勝記念、また日高里緒のtwitterにて毎週月曜日にアップされる引き語り動画 月曜日のひきがたりおの１周年を記念して開催。
- 9月30日、ワンマンライブ『秋のベンジャス横丁』(エンタメ横丁)を開催。
- 10月30日、日高里緒生誕祭2022(白金高輪SELENEb2)を開催。
- 11月9日、新体制初の声出しワンマンライブ『ベンジャス！のコールナイトイケブクロ』(池袋SOUND PEACE)を開催。
- 11月13日、高梨螢生誕祭2022(白金高輪SELENEb2)を開催。
- 11月20日、綿矢花火生誕祭2022(白金高輪SELENEb2)を開催。
- 12月3日、新体制1周年ワンマンライブ『拳愛祭2022』(白金高輪SELENEb2)を開催。「衝動」を初披露。
- 12月20日、グループ初表紙の『週刊SPA!』12/27号が販売。TOKYO IDOL FESTIVAL 2022と『週刊SPA!』のコラボレーション企画「水着でアイドル頂上決戦」にて日高里緒が優勝し、メンバー全員での表紙出演権を獲得。

### 2023年
- 1月7日、無料ワンマンライブを岩下の新生姜ミュージアムにて開催。
- 1月19日、「4周年への挑戦」としてベンジャス！4都市ツアー(大阪、埼玉、北海道、東京）の開催をtwitterにて発表。
- 2月14日、バレンタインコンポート2023(新宿BLAZE)を開催。「ありきたりな言葉で」を新体制にて初披露。
- 3月5日、葉室まつり生誕祭2023(恵比寿クレアート)を開催。
- 3月11日、4都市ツアー 大阪公演(Live Space Vi-code)を開催。
- 4月8日、4都市ツアー 埼玉公演(Live House DEPARTURE)を開催。
- 4月16日、4都市ツアー 北海道公演(BESSIE HALL)を開催。
- 4月30日、4周年ワンマンライブ&ツアーファイナル 東京公演を渋谷WWWにて開催。「独り言」、「忘れな草」を新体制初披露。新曲「BREAK!!!(浅倉うみ作詞)」「主人公(日高里緒作詞)」を初披露。
- 5月5日、7月18日にミニアルバム『恋愛論』『青春論』の2枚同時リリースを発表。

## 作品

### アルバム
| PALME Music | PALME Music     | PALME Music   | PALME Music | PALME Music                                           | PALME Music                                                                                   | PALME Music | PALME Music |
| #           | タイトル        | 発売日        | 販売形態    | 企画品番                                              | 収録曲                                                                                        | 備考        | 最高順位    |
| ----------- | --------------- | ------------- | ----------- | ----------------------------------------------------- | --------------------------------------------------------------------------------------------- | ----------- | ----------- |
| 1           | BenjaminJasmine | 2020年4月28日 | CD          | QARF-40017（通常5人盤） QARF-40018/24（各メンバー盤） | 1. 細胞 2. 忘れな草 3. ファンファーレ 4. 時効 5. ニモジ 6. Brand New Me 7. 細胞(Instrumental) |             | -           |

## 出演

### 舞台
- 青空メロディーズ～We are baseball girls!!～（2024年2月4日、大塚・萬劇場） - 日高のみ[10]
- 青空メロディーズ〜2nd melody〜（2024年7月24日 - 7月28日、新宿村LIVE） - 空神里緒 役（日高のみ）[11]